# Alece TV
Alece TV é uma emissora de televisão brasileira sediada em Fortaleza, capital do estado do Ceará. Opera nos canais 31 UHF e 7.3 virtual (30 UHF) digital, e pertence à Assembleia Legislativa do Estado do Ceará, que por sua vez é mantida pelo Governo do Estado do Ceará. Também é retransmitida nos municípios de Aracati e Juazeiro do Norte, através de parcerias com a TV Sinal e com TV Verde Vale, respectivamente. Além de transmitir as sessões ordinárias e das reuniões das Comissões Permanentes da Assembleia Legislativa, a emissora conta com produção de programas jornalísticos e culturais, além de exibição de material da TV Câmara.

## História
A TV Assembleia estava prevista para estrear ainda no segundo semestre de 2005. No mesmo período, estavam sendo comandadas as obras de conclusão das instalações do canal. Ainda na época, estava definido que a TV iria realizar a transmissão das sessões ordinárias e das reuniões das Comissões Permanentes da Casa. Com a construção da torre, foi previsto para que o canal fosse inaugurado em outubro ou novembro de 2005, o que foi posteriormente adiado para outras datas enquanto as obras não eram finalizadas.
A aprovação do local de instalação e a utilização dos equipamentos foram divulgados pelo Diário Oficial da União em 23 de fevereiro de 2006, ainda seguindo sem data de estreia oficial devido a agenda do então ministro das Comunicações, Hélio Costa, convidado para solenidade de inauguração. Foi inaugurada oficialmente no dia 7 de abril de 2006, dia do Jornalista, e data em que também se comemorou os 171 anos da instalação da Assembleia da Província do Ceará. Em seus anos iniciais, a transmissão das sessões ordinárias eram realizadas em conjunto com a TV Ceará no período da manhã.
A emissora é um veículo de aproximação e interlocução entre o poder legislativo e a sociedade. Por meio da emissora, o poder legislativo oferece ao povo cearense um instrumento de acompanhamento do trabalho de seus representantes, de transparência de todos os atos emanados da casa, de educação para a cidadania e de prestação de serviços comunitários. Em setembro de 2011, foi firmado acordo com a TV Câmara para a transmissão digital do canal. A TV Assembleia estreou o seu canal digital em conjunto com a TV Câmara e a TV Senado no dia 2 de julho de 2012 no canal digital de qualidade Standard (ou SDTV), o canal 61.3 virtual.
Em 3 de janeiro de 2014, dois candidatos sub-júdice da Polícia Militar subiram na torre do canal para protestar por um encontro com o então governador do Estado, Cid Gomes. Eles afirmavam que passaram por treinamento, trabalharam por 2 anos sem receber salários e foram dispensados de suas funções. As tentativas de negociação para o fim do protesto estavam paralisadas devido a comissão que representava os manifestantes não compareceram a reunião na Procuradoria Geral do Estado. Na tarde do dia seguinte, os policiais encerraram a manifestação por iniciativa própria e decidiram descer da torre por questões de segurança.
Em agosto de 2014, foi iniciada a construção de um estúdio panorâmico para a TV Assembleia. Orçada em cerca de R$ 1 milhão, a obra inclui reformas no Edifício Senador César Cals, uma "cortina de vidro" para a visão panorâmica, gastos com ilhas de edição, implantação de sistema de alta definição e móveis. As novas instalações foram inauguradas numa solenidade em 21 de dezembro de 2016, ao meio-dia.
Em abril de 2017, a TV Assembleia anuncia a estreia de seu canal digital próprio, sendo que a partir do dia 20 irá operar somente no canal 31 UHF. Posteriormente, a data foi adiantada para 19 de abril, com o anúncio de que o canal analógico seria desligado antecipadamente. O canal digital foi ativado na madrugada do mesmo dia. Meses depois, passou a transmitir sua programação em HD. A programação também é disponibilizada através do site da Assembleia Legislativa do Estado do Ceará.
A partir de 2018 interrupções no fornecimento de energia elétrica registradas no prédio da Assembleia danificaram o servidor do centro de documentação da TV Assembleia, que armazenava as transmissões das sessões plenárias. O servidor seguiu sendo utilizado pela emissora após uma manutenção, solicitada à administração da casa em março de 2019, porém novas quedas de energia prejudicaram seu funcionamento por completo, ocasionando a perda de todo o conteúdo nele arquivado entre 2017 e 2020.
Em 1 de agosto de 2024 a Assembleia efetivou a mudança dos nomes da TV Assembleia e Rádio FM Assembleia para Alece TV e Alece FM, respectivamente, numa transição que foi resultado da adoção da sigla pelo parlamento em 2022.

## Programas
A produção de programas da TV Assembleia é dividida em três núcleos. O primeiro, o "Núcleo Cotidiano", é composto pelas produções jornalísticas; o segundo, o "Núcleo Documentário", é composto pelas produções de caráter documental; o terceiro, o "Núcleo de Cultura", é composto pelas produções culturais. Também possui parceria com a produtora MT Vídeo para produção de atrações. O Tribunal de Justiça do Ceará e a TV O Povo possuem convênios para exibir os programas Judiciário em Evidência e Jogo Político, respectivamente. O restante da grade é preenchido com material da TV Câmara. Compõe a programação da TV Assembleia os seguintes programas e interprogramas:
Núcleo Cotidiano
- Jornal Assembleia
- Legislativo em Dia
- Opinião em Debate
- Primeiro Expediente
- Questão de Ordem

Núcleo Documentário
- Colecionadores
- Doc Especial
- Perfil
- Repórter Assembleia

Núcleo de Cultura
- Cabeceira
- Curta Ceará
- Em Cena
- Identidade Cultural
- Siga-me

Parcerias e produções independentes
- Almanaque Cultural
- Brasil Musical
- Fortaleza Antiga
- Mosaico

Outros programas
- Mulheres no Parlamento[24]